# وسترسله
وسترسله (به آلمانی: Westercelle) یک منطقهٔ مسکونی در آلمان است که در تسله واقع شده‌است. وسترسله ۷٬۲۲۸ نفر جمعیت دارد.